# 두근두근 메모리얼 2
도키메키 메모리얼 2(일본어: ときめきメモリアル2)는 1999년 플레이스테이션용으로 출시되었다. 그것은 5장의 CD로 나왔는데, 비교할 수 없는 그래픽과 목소리 연기, 그리고 소녀들이 그 선수의 이름을 발음할 수 있는 획기적인 "이모션 보이스 시스템(EVS)"을 특징으로 한다. 히나모토 히카리와 아소우 카스미만이 실전에서 EVS 시스템을 사용할 수 있는 능력을 갖추고 있다. 다른 소녀들의 모든 EVS 데이터는 도키메키 메모리얼 2 잡지 "히비키노 워처"에 무료로 실린 CD에 담겨 있었다. 처음의 3개의 잡지에는 각각 CD당 3개의 소녀의 데이터가 담긴 CD가 들어있었다. 항상 주인공을 '슈넨'(젊은이를 뜻하는 일본어)이라고 부르는 쿠단시타 마에카를 제외하고는 게임에 참가한 모든 소녀들이 EVS 데이터를 가지고 있다. 그 게임 자체가 일본에서 큰 히트를 쳤다. 게임플레이는 첫 번째와 동일한 템플릿을 따랐지만 폭탄에 대한 강조는 덜하고 각 소녀에 대한 고유한 문제를 해결하는 데 더 중점을 두었다.
이 게임과 EVS 부록 디스크는 2009년 11월 25일 플레이스테이션 스토어용으로 일본에서 출시되었다.

## 등장 캐릭터
와타세 코이치 (渡瀬 公一)
성우:카미야 히로시(CD 드라마판)
이 작품의 주인공. 동아리 활동에는 소속되어 있지 않고, 당초에는 연애에 적극적으로 되려고 했지만, 차츰 희미해져 버려 평범한 나날을 보내고 있다.사람이 곤란하다고 내버려 둘 수 없고, 부탁을 받으면 거절할 수 없기 때문에, 사람에게 상담하지 않고 혼자서 문제를 떠안아 버린다.또 이야기가 진행되는 가운데 많은 히로인에게 호의를 받아 빛을 애태우는 일도 적지 않지만 정작 본인은 둔감하기 때문에 이들 히로인들은커녕 히카리의 호의도 전혀 모르고 있으며 타쿠미, 쥰이치로, 히카리와는 3년간 같은 반이 된다.
게임 본편의 주인공과 같은 입장이다.
생일은 3월 21일 혈액형은 O형, 혈액형과 생일은 플레이어가 직접 입력해야한다,
히노모토 히카리 (陽ノ下 光)
성우:노다 준코
본작의 메인 히로인으로 주인공의 소꿉친구, 건강하고 밝고 긍정적으로 생각하는 여자이지만 어린 시절은 울보였다.몸을 움직이는 것을 매우 좋아하며 운동 능력은 높다.동아리 활동은 육상부에서 단거리 종목을 전문으로 하고 있어 100미터를 11초대에 달리는 실력을 가지고 있다.좋아하는 물건은 여름, 바다, 태양, 그리고 유리 소품. 전작에서 메인 히로인을 맡았던 후지사키 시오리와 달리 주인공에게 처음부터 호의를 가지고 있어 가장 공략이 쉽다(처음부터 다른 여자아이보다 우호도가 높은 상태로 등장하며 공략에 필요한 파라미터도 1의 시오리보다 적다).왼쪽 눈동자 밑의 울음이 특징.
초등학교 2학년 때까지 주인공과는 이웃사촌이었지만 주인공의 갑작스러운 이사로 헤어지게 된다. 하지만, 고등학교의 입학식에서 재회를 이룬다(다만 주인공이 이전과 다른 집으로 이사했기 때문에 이웃끼리는 되지 않았다).그래서 함께 지냈던 일을 화제로 삼을 때가 많다.또 주인공이 동경하는 언니인 화징과 친하게 지내는 장면을 보고 샘을 내기도 한다.
주인공을 배려하는 언행이 많고, 때로는 스스로 적극적으로 행동하기도 해 주인공에게 도움이 될 수 있어 기쁘게 생각한다. 그러나, 주인공이 다른 여자와 사이좋게 지내면 매우 상처받기 쉽고, 게임 본편에서도 그것이 폭탄이 되어 나타난다.
CD 드라마에서는 주인공 와타세 코이치가 여러 여주인공과 동시에 이야기를 진행할 수 없기 때문에 메인 여주인공인 히카리의 아무렇지도 않은 행동이 코이치에게 있어서 도저히 넘을 수 없는 벽이 되어, 그녀들이 코이치를 포기해 버리는 장면을 여러 번 볼 수 있었다.
헤어 스타일은 쇼트 컷이지만, 유년기부터 중학시절까지는 긴 헤어였다(히비키의 고교 입학식 전날에 머리를 자른 것이, 「Substories」로 말해지고 있다).고교 졸업 후에는 다시 머리를 기르기 시작한다.
생일은 6월 25일 게자리 혈액형은 A형 키 157cm
미나즈키 코토코 (水無月 琴子)
성우:코즈게 마미
히카리의 중학교 시절부터의 친한 친구. 일본문화를 진심으로 사랑하는 소녀이며, 차가운 성격으로 느껴지기 쉽지만, 실은 친한 친구에 대한 마음씨 좋은 성격이다. 히카리를 걱정해서인지 주인공에게 힘든 한마디를 하는 것도.주인공과 친해지면 히카리에 대해 신경 쓰는 장면이 많아진다.『Substories』에서는 자신의 마음을 숨기고 히카리를 배려하는 부분이 강조되고 있는데, 세 작품을 통해 그녀가 점차 주인공에게 끌리는 모습과 그를 둘러싸고 히카리과의 관계에 고민하는 모습이 묘사되고 있다.
다도부 소속. 다도부실은 교장공인의 사실로 되어 있어 겨울이 되면 코타츠가 설치된다.또, 추위에 약하기 때문에 교내에서도 도테라를 입고 추위를 견딜 수 있다.
헤어 스타일은 스트레이트 롱 헤어이지만, 중학교시절은 히카리과 반대로 쇼트 컷이었다( 「Substories」에서는 히카리를 동경해 머리를 기르기 시작한 것이, 본인의 입으로 말해지고 있다).
불량배의 오의는 「황차입니다만」. 굉장히 쓴 차를 내어, 마신 적을 민절시켜 공격을 멈춘다.
생일은 12월 2일 궁수자리. 혈액형은 AB형 키 166cm
아소 카스미(麻生 華澄)
성우:도리이 미사
유년기에 주인공과 히카리의 근처에 살고 있던 언니. 본편에서는 교육실습생으로서 주인공과 재회해 모교인 히비키노 고등학교에 부임, 3학년 담임이 된다. 교과는 국어. 용모 단아하고 학생 앞에서는 잘 돌보는 교사이지만 주인공 앞에서는 본심을 드러내기도 한다. 전작에서 메인 히로인을 맡았던 후지사키 시오리와 마찬가지로 좋아하는 남자아이의 이상이 높다.단지, 후지사키와 크게 다른 점은 호감도를 올릴 수 있는 기간이 2 학년의 10월부터인 것에 있어, 데이트 할 수 있는 기간이 단 1 년반인 것에 더해 요구되는 수치가 매우 높기 때문에, 공략이 매우 어려운 캐릭터이다.
히카리와 마찬가지로 소꿉친구인 누나라는 이름으로 과거 사건을 화제로 삼을 때가 종종 있다. 연상인 만큼 꽤 어른스럽지만 팬시 숍의 큰 개 인형에게 들떠 있거나, 자고 일어나 평소 보이지 않는 일면을 보이거나 하는 등 의외로 앳된 일면도 많다. 스스로 교사가 된 것에 대해 잘한 일인가 하는 고민도 가끔 한다.
소설판에서는 그녀의 존재가, 히카리와 이와세 켄의 관계에 큰 영향을 주게 된다.
번장전에서의 오의는 「진심 설득」. 적을 꾸짖고, 움직임을 멈춘다.
생일은 10월 9일 저울자리, 혈액형은 A형. 신장 164cm.
코토부키 미유키(寿 美幸)
성우:다카노 나오코
상서로운 이름과는 달리 빈번히 어떠한 트러블을 만나지만, 그것에도 지지 않고 밝고 능천적으로 행동하는 불행소녀. 전작에 등장한 코시키유카리를 의식해 :만들어졌다는 설도 있어, 말투는 꽤 느리다. 그러나 유카리와는 달리, 꽤 새된 소리로 이야기한다. 그 목소리는 촬영할 때 스태프들로부터 골치 아프다는 :평을 들었을 정도. 소속부는 테니스부지만 땡땡이 치는 일이 많다. 또 여러 번 당한 탓인지 덤프에 치여도 상처에 가까운 상태로 있을 수 있는 방법이 몸에 배어 있다. 머리는 긴 머리에 패션이 까다롭기 때문에 헤어스타일은 다양하다. 그 중에서 학교등에서 보여주는 통상의 헤어 스타일은, 그 형태와 미유키의 생명력이 강하기 때문에 개발진등으로부터 바퀴벌레를 닮았다고 말해지고 있다. 또 사복이나 장식품은 화려한 색상의 것이 많다.
자신을 미유키라고 일컫는 버릇이 있어 실제 나이보다는 정신적으로 어리다. 외계인의 마스코트 「그레짱」이 너무 좋아. 어릴 적부터 기르고 있다고 생각되는 「미짱」이라고 하는 소무늬 고양이가 있다. 이 집고양이에게 전화가 끊기는 등, 역시 어딘가 트윗하지 않았다. 점괘를 치면 확실히 대흉이 나온다. :그래서 흉해도 기뻐할 때가 있다. 시라유키 미호와 사이가 좋다.
친구에 대해서 독특한 센스로 「○○폰」이나 「○○뿅」이라고 하는 별명을 붙이는 버릇이 있어, EVS에서도 그것이 반영되고 있다.
CD 드라마의 스토리는 주인공 코이치와의 거리가 좁혀지지만, 히카리노 코이치에 대한 사랑을 알고 물러나게 된다.
생일은 1월 1일 염소자리, 혈액형은 O형/키155cm
이치몬지 아카네 (一文字 茜)
성우:노무라 마유미
어떤 사정으로 여행에서 돌아오지 않는 아버지와 어머니를 대신해 생활비를 벌기 위해 방과 후 정식집 아르바이트에 나서는 근로소녀.그래서 데이트할 때는 주로 돈이 적게 드는 곳을 선호한다.가족 구성원은 형이 한 명 있는데 그 형이야말로 총번장 일자훈이다.그래서 불량배들에게서 누나로 통한다.총번장을 일격에 쓰러뜨릴 수 있는 유일한 인물
돈이 부족하여 교복은 일년 내내 하복을 하고 있으며, 1인칭은 보쿠이다. 또한 여주인공 중 가장 가슴 사이즈가 크고, 장인도 극찬하고 있다. 개발진에 의하면 머리의 컨셉은 사슴벌레로, 그 이유는 「강한 것 같아서」. 어느 이벤트에서는 실제로 완력이 높은 것을 알 수 있지만, 그녀와의 데이트 중에는 절대로 불량전 및 총번장전이 발생하지 않기 때문에 그녀가 싸우는 모습은 없다. 하지만 여러 가지로 그녀를 화나게 하면 무섭다. 아카이 호무라와는 친한 친구.그녀와의 데이트 중에는 전투가 발생하지 않기 때문에 오의도 피로해지지 않지만, 대신 오빠와 불량에 얽힌 이벤트가 있다.
연하장 등에서는 자신의 이름을 「아카네」라고 한자로 잘 쓸 수 없기 때문에 「아카네」라고 반드시 히라가나로 쓰고 있다.
생일은 9월 10일 처녀자리, 혈액형은 O형. 키 159cm.
시라유키 미호(白雪 美帆)
성우:다치바나 히카리
연극부에 소속된 로맨티스트 소녀. 빨간 모자를 모티브로 한, 머리를 뒤로 둘로 나누어 가슴께에서 하나로 묶는 독특한 머리 모양이 특징. 망상벽이 심해 때때로 자신으로밖에 보이지 않는 요정씨에게 말을 걸어 현실도피를 하기도 한다. 그 장면은 자신이 패닉 상태에 빠졌을 때, 주인공이 나쁜 인상을 줬을 때 등에서 흔히 볼 수 있다. 자신만의 '왕자님'을 기다리고 있다. 점과 본 작품의 세계 인기 캐릭터 「케로케로데베짱」을 매우 좋아해, 어릴 적(게임의 유년기 참조)부터 가지고 있다.
취미인 점술 솜씨는 일류로, 평판이 날 정도의 솜씨이다. 또, 친하게 지내다 보면 때때로 대담하게 행동할 때가 있다. 미유키와 사이가 좋다.
불량전의 오의는 오늘의 운세는. 나쁜 점과 함께 적의 머리 위에 여러 가지가 쏟아져 범위 피해를 입힌다.
생일은 2월 24일 물고기자리 혈액형은 B형. 키 156cm.
아카이 호무라 (赤井 ほむら)
성우 쿠마이 모토코
히비키노 고등학교의 학생 회장. 지각 상습범이고, 먹는 것, 노는 것, 자는 것이 너무 좋아. 입학식 날 지각해 오래전부터 알고 지내던 폭렬산 교장(그녀는 가즈미라고 부른다)에 학생회장으로 임명돼 3년간 일하게 된다. 회장이지만 공부와 사무는 싫어하고 학생회의 여름 합숙은 그가 밀린 일을 처리하게 돼 있다. 특기는 회장님 킥이고 놀리기도 하면 확연히 날아온다. 언뜻 보기에 남자아이처럼 보이는 것도 특징. 그래서 그녀만 처음부터 이름을 함부로 부른다고 혼날 리 없지만, 반대로 「짱」을 붙이거나 하면 걷어차여 버린다. 남자만 못한 성격이지만 자신이 여자라는 자부심을 갖고 있으며, 사이가 깊어지면서 점차 여자에 대한 반응을 보이게 된다. 본가는 과수원을 운영하며 도와주기도 한다. 1인칭은 「나」이지만 초등학교 때는「오레」였다.
본작의 세계의 인기 로봇 애니메이션 「갓돌리라」를 매우 좋아한다. 이쥬인 메이와는 견원지간으로, 이쥬인가에서의 크리스마스 파티에 불려가지도 않는다. 학생회장이라 졸업식 때 졸업생 대표로 답사를 읽는데 경우에 따라서는 재학생 대표가 되는 메이와 으르렁거리기도 한다. 히토부지 아카네와는 친한 친구. 또 야에 하나쿠라 리와 만난 이후, 교제를 피해 고립되어 있는 그녀를 걱정해 항상 염려하고 있다(게임 본편에서도 하나쿠라 리와의 사이는 나쁘지 않고, CD드라마에서도 그녀를 염려하는 장면이 나온다).
성격, 그리고 머리가 쇼트였기 때문에 어릴 때는 자주 남자아이로 오해받았다(실제로 어릴 적 편에서는 그녀는 「남자아이」로서 등장하고 있다). 그래서 지금처럼 머리를 기른 것 같아.
불량전의 오의는 회장 킥. 화면에서 사라지더니 적의 뒤에서 날아차기를 날리는 것.
생일은 7월 18일 게자리 혈액형은 B형. 키 149cm.
야에 카오리(八重 花桜梨)
성우:무라이 카즈사
유명 명문고로 배구부에 몸담았다가 한 사건으로 인간 불신에 빠져 교제를 기피하는 무표정한 소녀.주인공의 적극적인 행동에 따라 조금씩 자신을 내보인다.
운동신경이 좋고 열심히 하면 수영에서 빛을 이길 만큼 빠르다. 또, 학력도 높고 여주인공 중에서는 가장 머리가 좋지만 공부를 좋아하는 것은 아니다. 초반에는 주인공의 데이트를 바람맞히거나 하는 어두운 인상을 주지만 고교 3년의 어느 이벤트에서 주인공에게 과거의 사건을 이야기해, 재기한 후에는 스스로 발레부에 가입하는 등 매우 밝은 여자아이가 된다. 사쿠라 카데코와 사이가 좋다. 1, 2학년 때와 3학년 때 주인공을 대하는 태도가 크게 달라지고 당돌한 발언도 눈에 띈다. 또한 옷에 대한 센스가 더불어 점점 다듬어져 간다.『Substories』에서는 세 작품을 통해 그녀가 서서히 재기해 가는 모습을 보여준다.
실은 어떤 과거의 일에 의해 이전의 고등학교를 자퇴 후, 히비키노 고등학교에 재입학했기 때문에, 주인공보다 한 살 위. 그래서 어른스러운 부분도 자주 볼 수 있다. 또한 주인공과 친하지 않으면 결과적으로 자퇴하고 만다. 또, 개발 당초의 보츠안에서는 퇴학 후의 전말로서 「자살」이 생각되고 있어 제품판에서 그녀가 퇴학했을 경우의 엔딩 롤에서는 그녀의 진로가 불명하게 되어 있다. 반대로 퇴학하지 않으면 그 프로포션이나 운동 신경을 살려, 모델이나 배구의 프로 선수가 된다고 하는 진로가 있다.
이 작품에서는 가장 인기 있는 캐릭터 중 한 명으로 전격문고에서 발행된 소설판에서는 메인 여주인공의 빛을 제외하고 유일하게 다루고 있다.또 「2」의 :공식 상품에서는 빛 다음으로 수가 많아, 빛과 하나자쿠라 배와 누군가 한 명이라는 패턴이 많다.
소설판에는 아버지가 해외에 단신 부임해 있는 직장인, 어머니가 잡지 편집자라는 설정이 추가돼 있다.
번장전에서의 오의는 「진심 모드」. 적에게 「당신, 그것으로 좋습니까?」라고 물어 그 물음의 문자가 화면을 완전히 덮은 후에 큰 대미지를 주는 정신 공격.
생일은 5월 20일 황소자리 혈액형은 A형. 키 169cm.
사쿠라 카에데코(佐倉 楓子)
성우:마에다 치아키
야구부의 매니저. 성격이 밝으며, 바느질을 잘한다. 2학년 여름이 끝날 무렵 홋카이도로 전학후 호감도가 높으면 주인공의 학교로 찾아오거나 파티에 초대장을 보낸다.
소설판에는 세 명의 동생이 있다는 설정이 추가돼 있다.
CD 드라마에서는, 주인공 와타세 코이치에게 마음이 있었지만, 호카리 준이치로부터 고백받아 최종화로 연결된다.
불량전의 오의는 '부상의 공명'. 적을 향해 가다가 넘어져 그때 적에게 박치기 공격한다.
생일은 11월 14일 별자리, 혈액형은 O형. 키154cm.
이주인 메이(伊集院 メイ)
성우:타무라 유카리
본작의 연하 캐릭터 중 한 명으로, 이주인 가문의 아가씨. 제멋대로인 성격으로 타인에 대한 2인칭은 「貴様」을 사용하고 주인공을 비롯한 상급생에 대해:서도 존댓말 등을 일절 쓰지 않는다. 전뇌광으로 과학부를 하루아침에 전뇌부로 바꾸는 세력을 갖고 있다.
유년기에 저택을 빠져나온 메이와 마주칠 때가 있는데 요즘은 솔직한 성격이었다. 잠시 같이 놀지만 집사가 데리러 오자 또 같이 놀기로 약속을 하고 헤어지게 된다. 그러나 주인공의 갑작스러운 이사로 인해 이 약속이 깨지는 일은 없고, 이것이 나중의 인격 형성에 영향을 미치게 된다.
《Substories Leaping School Festival》에 게스트로 등장한 레이에 따르면, 메이에겐 남자로 산다고 하는 이주인 가의 관습은 부과되지 않았지만, 그 이유는 설명되지 않았다. 메이는 관례적인 존재조차 모르고 레이를 형이라고 굳게 믿었다.
《Substories Leaping School Festival》에서는 레이 앞에서는 솔직한 일면과 바쁜 그녀를 배려하는 다정함을 보여준다.
불량전에서의 오의는 '도와줘 사키노 스스무'. 집사 사키노 스스무를 불러내 수수께끼의 공격을 하게 한다.
생일은 10월 28일 난쟁이 혈액형은 AB형. 키 149cm.
시라유키 마호 (白雪 真帆)
성우 다치바나 히카리
본작의 숨겨진 캐릭터 중 한 명으로, 전작의 무대인 키라키 고등학교에 다니고 있는 소녀. 체형은 글래머로 노래방과 명품 수집이 취미. 실은 미호의 쌍둥이 여동생으로 미호와 외모가 꼭 닮은 것을 이용해 주인공의 데이트로 교체되기도 한다. 미호가 가슴이 크기 때문에 같은 옷이라도 가슴 부분이 조금 커지거나 말투가 변하는 것이 특징. 또한, 미호가 차분한 장소를 좋아하는 것과는 반대로, 오락실등의 소란스러운 곳을 선호하는 등 성격에도 차이가 있어, 미호에게 좋은 인상을 줄 수 있어도 그녀에게는 나쁜 인상을 줄 수 있다. 그러나 성격이 완전히 정반대인 것도 아니고, 연애소설에 흥미가 있다는 공통점도 존재한다.
또, 사이가 좋아지면 미호를 모방하는 것부터 본래의 자신의 취미에 맞춘 의상 및 헤어 스타일이 되어 간다.
키라키 고등학교에서는 전작에 등장한 아사히나 유우코와 사이가 좋고, 학업 성적도 거의 같은 정도. 또, 교우 관계도 넓은 것 같고, 「Substories」에서의 :그녀의 대화에 의하면 히모오 유이나와 미키하라 메구미와도 친구인 모양이다.
생일은 2월 24일 물고기자리 혈액형은 B형. 키 156cm.
쿠단시타 마에카(九段下 舞佳)
성우:야마다 미호
본작의 숨겨진 캐릭터로 연상캐릭터 중 한 명으로, 일하는 것을 아주 좋아하는 언니. 아소 카스미의 친구로, 그녀도 히비키노 고등학교 출신(유년기의 1일째 첫머리에 나오는 카스미의 친구가 마이카). 일정한 직업을 갖지 않고, 많은 아르바이트를 겸비한 백수. 그 때문에 다른 여자와의 데이트 도중에 조우하기도 한다(또한, 조우하면 함께 있던 여자아이는 기분이 나빠져 돌아가기 때문에, 주의가 필요하다). 주인공의 유년기라도 신문배달을 하며 일하고 있다(주인공이 어떤 행동을 취하면 이벤트가 일어난다). 말끝에 연자가 붙는 게 입버릇.
이름의 유래는 「 구단시타의 앞인가」로부터(개발 당시 , 코나미 컴퓨터 엔터테인먼트 도쿄의 사업소는 구단시타역의 근처에 있었다. 또, 뒤에서 서술한 "사천왕"의 성도 도쿄의 지명에 유래한다). 또한 목소리를 담당한 야마다는 프리토크 수록때 "마이카"를 "마에카"가 아닌 "마이카"로 잘못 읽었다고 말하고 있다.
「두근두근 메모리얼4」의 어느 장면의 사진의 배경에, 선글라스를 끼고 대걸레를 든 모습의 그녀가 찍혀 있다(넘버링 시리즈로 공략 가능한 히로인 중에서는 유일하게 등장한다.)
덧붙여 주인공을 일관해서 「소년」이라고 부르기 위해, 그녀만의 EVS의 데이터가 준비되어 있지 않다.
생일은 1월 20일 염소자리 혈액형은 B형. 키 167cm.
노자키 스미레 (野咲 すみれ)
성우:모토이 에미
본작의 숨겨진 캐릭터 중 하나로, 가업은 서커스단 「타케히로 서커스」의 간판 딸이자 단장의 딸. 주인공보다 한 살 아래다. 어떤 날에 어떤 행동을 일으키지 않으면 절대로 고백받을 수 없는 캐릭터이며, 등장해도 연간 특정기간내 밖에 데이트 할 수 없다. 항상 원숭이 데이지를 데리고 다닌다. 두근두근 메모리얼 시리즈의 연애 대상자로 유일하게 고등학교에 진학하지 않은 캐릭터다. 순수하고 솔직한 성격으로 서커스의 앞날을 걱정한다.
생일은 3월 1일 물고기자리, 혈액형은 A형. 키 153cm. 이미지 색상은 파란색
사카키 타쿠미 (坂城 匠)
성우:마스다 유키
주인공의 동급생으로 정보맨이다. 키가 작고 귀여운 얼굴을 하고 있어 여자들에게 인기가 많다. 어딘가 계산 높은 곳도 있지만 본성은 나쁜 사람이 아니야.전설의 종이 깨져 울리지 않는다는 것을 알지만, 알게 되었을 때 주인공들에게 종에 대한 전설을 제대로 가르친다. 또한 여자주인공이 주인공에게 반한 상태인 장인의 본명과 결부된 경우, 행사시 선택사항에 따라 그녀를 걸고 전투에 들어간다. 이때 대결을 피하거나 전투에 지면 해당 여자아이로부터 고백받지 못하게 된다. 오의는 「선생님! 부탁합니다」로, 카즈미를 불러 대폭발을 일으킨다고 하는 타력 본원이지만, 상당한 위력을 자랑하는 강력한 기술이다(수학여행에서 주인공의 파트너로서 싸울 때에는 모든 공격이 노 대미지인데다가 혼자만 후다닥 도망쳐 버린다).
그의 본명은 비교적 알기 힘들어 2년째에 크리스마스 파티나 약속 장소에서 우연히 조우할지 3년째 초반(주인공·장인·준이치로 세 명이 행사가 있다)까지 알 수 없다. 외모 관계상 자신이 만든 극에서 공주 역을 해도 어색하지 않을 정도로 드레스가 어울리곤 한다.그에게 자주 전화하거나 문화제에서 그가 하고 싶은 연극을 고르는 등, 그의 평가를 올리면 그에게서 졸업식 전날 고백받곤 한다(단, 해몽이긴 하다).덧붙여 성은 제작자의 한 사람이 나가노현 하니시나군 사카키정 출신이었던 것에 유래한다.
생일은 9월 6일 처녀자리, 키 153cm, 혈액형은 AB형.
호카리 쥰이치로(穂刈 純一郎)
성우:노지마 겐지
주인공의 클래스, 동창한 성격으로 검도부에 소속된 스포츠 소년이다. 검도부 소속시에 합숙으로 목욕탕 안을 들여다 보면 그가 나오는 일이 있다. 연애관계에 무능, 순정. 여자아이에게 첫눈에 반하면 한결같이 그 아이를 생각하는 성질을 지녔다. 주인공이나 장인에게 '준'이라고 불리고 있다. 집은 꽃집이고, 누나가 3명 있다. 나오타쿠와 마찬가지로 주인공에 대해서 반한 상태의 여자아이가 준이치로의 본명과 관련이 있는 경우, 이벤트시의 선택사항에 따라서는 :여자친구를 걸고 전투하는 일도 있기 때문에 주의가 필요하다. 그가 반하는 상대는 2년차에 주인공들과 같은 반(주인공 장인 준이치로는 3년 동안 같은 반)이 된 여자(그 시점에서 가장 주인공에 대한 감정이 낮은 여자)이기 때문에 비교적 싸우는 일이 적고, 만약 지더라도 거의 고백에 영향은 없다.
CD 드라마의 줄거리는, 어떤 사건을 통해서 사쿠라 카데코에게 호의를 가지게 되어, 최종화로 맺어진다.
오의(五義)는 '진·부동명왕(富同明王) 당죽(唐竹) 까기'. 성은 포카리스웨트에서 유래했다.
목소리를 맡은 노지마는 나중에 설렘 메모리얼 Girl's Side 2nd Kiss에서 아카기 카즈유키 역도 맡았다.
생일은 5월 5일 황소자리 키 175cm, 혈액형은 A형.

### EVS에 대해서
EVS(Emotional Voice System, 이모셔널 보이스 시스템)란 히로인이 플레이어가 입력한 주인공의 이름을 컴퓨터가 작성한 합성음성으로 불러주는 시스템이다.본작으로 처음으로 탑재되어 본작 이후의 「설렘 메모리얼」시리즈에도 계승되고 있다.
지금까지 주인공(플레이어 캐릭터)의 이름에 대해서는 미리 규정 설정을 주어 입력할 수 없게 하거나, 입력할 수 있어도 이름 부분만 건너뛰는(또는 대명사로 치환하는) 형태로 음성이 재생되거나 어느 하나의 방책밖에 채택되지 않는 작품이 많았던 가운데 이 시스템의 탑재가 발표되었기 때문에 본작의 핵심 중 하나로 여겨져 왔다.
단, 어떤 말로도 발음되는 것은 아니며, 차별용어나 저속한 말 등 방송금지용어에 해당하는 말 등은 입력금지 대상어구로 받아들이지 않도록 돼 있다. 어느 정도 보편적인 이름으로는 음성 합성을 하지 않고 미리 준비된 음성 데이터를 발음하는 것도 있었다. 구상 자체는 전작 설렘 메모리얼의 시점에서 존재했지만 기술적인 제약 때문에 당시에는 실현될 수 있는 게 아니었다. 프로듀서 메탈유키의 의향으로 본 작품에 도입되었지만, 참고할 만한 선례가 없었기 때문에 개발은 난항을 겪었다. 합성 음성기술의 사용예로서는 전화번호 안내나 항공사의 발권 안내가 존재하고 있었지만, 이것들은 내용을 명료하게 전달하는 것이 목적이어서 「아.이.에.오」와 같이 단락을 넣어 상관없는데 반해, 오락인 게임에서는 애매하고 혀가 돌지 않아도 플레이어가 부름을 받았다고 느껴지면 되며, 방향성이 전혀 달랐던 것이다[6].
데이터 작성에는 대량의 음성이 필요해 EVS로 수록 전체의 절반 이상을 차지했다. 기본적인 발음뿐만 아니라 말을 잇는 중간음을 자연스럽게 완성하기 위해 '뾰'갱처럼 무의미한 발음도 포함돼 있고, 이를 일정한 스피드나 톤으로 연기하는 성우에 대한 부담도 커 30분 이상 녹화를 계속하지 못한 사람은 없었다고 한다.게다가 데이터 가공의 정도는 스탭 개인의 감각에 좌우되기 때문에 인해전술이 통하지 않고, 캐릭터 1명분의 음성을 완성시키는데 한 달이 걸렸다.본작의 음향을 담당한 스튜디오 포멀 대표 이와타 야스히로는 「2001년에 우주 여행을 한다고 하면, 스페이스 셔틀로 우주 공간에 1분간 가는 것 뿐.그렇지만 갈 수 있었던 것만으로 기쁘다」라고 하는 비유로, EVS 기술의 고도함과 단순하게 개량을 할 수 있는 것은 아니라는 것을 말하고 있다.
EVS로 작성되는 음성 데이터는 히로인별로 2가지로, 호감도의 향상에 따라 변화한다. 작성 데이터는 PlayStation의 메모리 카드가 갖는 15블록 중 11블록을 차지하는 사정으로, 카드 1장당 1인분이 한도로 되어 있다. 또 만일 한 번에 전원의 음성을 재생하면 PlayStation 본체의 메모리의 대부분을 소비해 버리므로, 1회의 플레이로 EVS를 적용할 수 있는 히로인은 1명뿐이다.
본작 단체로 EVS 데이터가 수록된 것은 히노시타 히카루·아소 카스미 2명뿐. 플레이어에게 있어서는 특정의 마음에 드는 히로인의 음성이 있으면 좋고, 시나리오나 그래픽을 깎으면서까지 전 히로인 분의 데이터를 수록할 필요는 없다고 판단되었기 때문이다. 다른 히로인의 EVS 데이터에 대해서는 후일 발매된 무크 형식의 설정 자료집 「별책 울림의 워처」의 부록이 된 어펜드 디스크를 기다리지 않으면 안 되었다. 수록 데이터의 대응은 아래와 같다
- Vol.1 2000年2月발매 ISBN 978-4757206823 - 미즈나즈키 코토코,、코토부키 미유키、사쿠라 카에데코
- Vol.2 2000年3月발매 ISBN 978-4757207523 - 아카이 호무라、이치몬지 아카네、야에 카오리
- Vol.3 2000年5月발매 ISBN 978-4757700413 - 시라유키 미호/마호、이주인 메이、노자키 스미레
- Vol.4 2001年4月발매 ISBN 978-4757704336 - （부속 디스크 없음）

「두근두근 메모리얼 2 Substories Memories Ringing On」에는, 본편에서 이름을 부르는 장면이 없었던 구단 시모마이카, 전작 히로인 후지사키 시오리·다테바야시 미하루의 EVS가 수록되고 있다.게임중에 데이터가 그 자리에서 생성되기 때문에, 메모리 카드에의 저장은 행해지지 않는다.
차기작 「두근두근 메모리얼 3」,「두근두근 메모리얼 Girls' Side」에서는 PlayStation 2에의 플랫폼의 이행에 수반해 EVS2로 개량되어 한 번에 모든 캐릭터의 음성을 재생할 수 있게 되었다. 두근두근 메모리얼4의 음성 합성 엔진에는 코나미 내부가 아닌 아르카디아 개발의 Spee CAN에서 사용되었다.